# Болгаро-украинские отношения
Украинско-болгарские отношения — двусторонние отношения между Украиной и Болгарией в области международной политики, экономики, образования, науки, культуры и т. п.

## История

### До 1917 года
Украинский и болгарский народы родственны не только своим славянским происхождением, этнической и языковой близостью, но и общностью исторической судьбы, многовековыми отношениями в религиозной, культурной, хозяйственной и общественно-политической жизни.
В 1759 году в Новой Сербии был создан Болгарский гусарский полк русской императорской армии (28 июня 1783 года вошедший в состав Ольвиопольского гусарского полка).
В 1803 году по реке Южный Буг было создано Бугское казачье войско Российской империи, в составе которого были болгары.
После русско-турецкой войны 1806—1812 годов болгары, которые восстали против Турции, были выдворены в Буджак, образовав этническую группу. Позже они сыграли значительную роль в восстановлении независимой Болгарии.
Во время русско-турецкой войны 1877-78 годов, освободившей болгарский народ от многовекового турецкого порабощения, история неразрывно связала судьбы двух народов в битвах за свободу болгарской земли.

### Дипломатические отношения в между Третьим Болгарским царством и Украинской Народной Республикой/Украинской державой

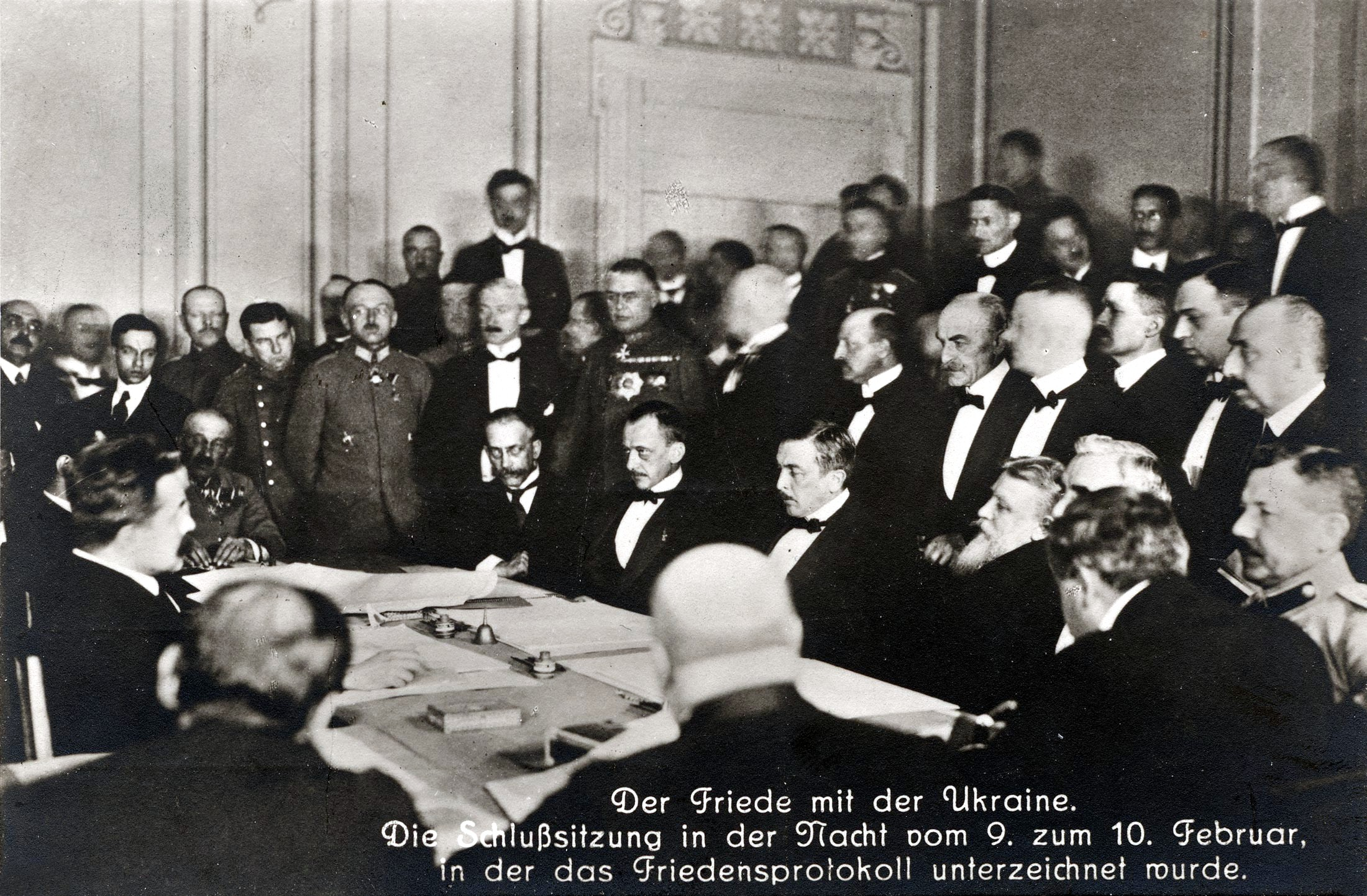
Подписание Брестского мира. Крайний справа — Васил Радославов. Брест-Литовск, 9 февраля 1918 года

Дипломатические отношения между Болгарским царством и Украинской Народной Республикой были установлены после подписания Брестского мира от 9 февраля 1918 года по итогам которого Болгария признала УНР независимым государством. В том же 1918 году произошёл обмен посольствами.
После заключения мира между государствами активизировались процессы обмена военнопленными и интернированными гражданскими лицами. В начале сентября 1918 года была создана специальная комиссия по делам репатриации военнопленных украинцев, к ноябрю все они были эвакуированы из Болгарии. Параллельно проходила эвакуация пленных болгар с Украины.
Кроме того, важным аспектом двусторонних отношений в указанный период было углубление болгаро-украинских торгово-экономических связей, чему, однако, противилась Германия. В итоге связи между промышленниками обоих государств так и не приобрели систематического и продолжительного характера.
В конце 1919 года французские оккупационные власти (Болгария вошла во французскую зону оккупации после поражения в Первой мировой войне) отказались признавать украинское посольство в Болгарии официальным дипломатическим представительством (Франция не признавала существование Украины в качестве независимого государства) и запретили ему поддерживать любые контакты с украинским правительством и его представителями за границей. Болгарское правительство, в свою очередь, также фактически перестало признавать данное посольство, и оно прекратило работу в 1920 году.
Послы Украины в Болгарии:

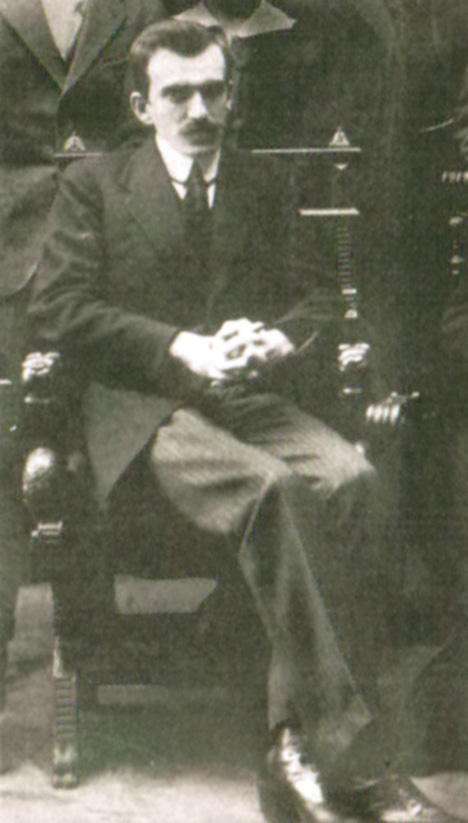
Александр Шульгин в период работы послом Украины в Болгарии. Третье Болгарское царство, София, 1918 год

- Александр Шульгин был назначен в 1918 году[3][4], верительные грамоты были вручены царю Болгарии Фердинанду I 7 сентября 1918 года[5];
- Фёдор Шульга, исполняющий обязанности, был назначен в январе 1919 года[3][4];
- Василий Драгомирецкий, исполняющий обязанности, был назначен в сентябре 1919 года[3][4].

Управляющие делами дипломатического представительства Украины в Болгарии:
- Константин Мациевич, по совместительству глава чрезвычайной дипломатической миссии Украины в Румынии, был назначен в ноябре 1920 года, верительные грамоты были вручены премьер-министру Болгарии Александру Стамболийскому 10 марта 1921 года[4].

Послы Болгарии на Украине:
- Иван Шишманов был назначен в апреле 1918 года[3][4].

Межправительственные договоры:
- Брестский мирный договор от 9 февраля 1918 года[7];
- Договор о неотложном нормировании установления публичных и частно-правовых отношений, обмене военнопленными и интернированными гражданскими лицами, вопросам амнистии в связи с установлением мира, а также в отношении захваченных кораблей противника от 12 февраля 1918 года[3].

Официальные ноты со стороны Украины:
- Протест в отношении намерений Центральных держав присоединить Холмщину, Подляшье и оккупированную ими часть Волыни к Королевству Польскому от 17 ноября 1917 года[8];
- Нота о неудовлетворительном обеспечении военнопленных одеждой и продуктами питания, тяжёлых условиях их труда, издевательствах над ними надзирателей и антисанитарном состоянии бараков от сентября 1918 года[4].

### Дипломатические отношения в между Третьим Болгарским царством и Украинской ССР
Установления полноценных дипломатических отношений между Болгарским царством и Украинской Социалистической Советской Республикой не произошло. Государства лишь подписали репатриационное соглашение 25 августа 1922 года.
Уполномоченные УССР в Болгарии в делах репатриации:
- Михаил Левицкий, по совместительству полномочный представитель УССР в Германии[10]. Назначен в 1922 году[9].

Межправительственные договоры:
- Репатриационное соглашение от 25 августа 1922 года[9].

### Современные отношения
Болгария одной из первых откликнулась на восстановление независимости Украины и уже 5 декабря 1991 года признала Украину самостоятельным государством, а 13 декабря того же года установила с ней дипломатические отношения.
Для украинско-болгарских отношений характерен постоянный активный политический диалог на высшем уровне. Украина и Болгария активно сотрудничают и оказывают взаимную поддержку в рамках региональных и международных организаций, таких как ОЧЭС, ЦЕИ, ОБСЕ, СЕ, ООН.
Болгария занимает важное место на балканском направлении внешнеполитических интересов Украины, что обусловлено геополитическим положением Болгарии, близостью интересов в Черноморском и Придунайском регионах. Украину и Болгарию объединяет этническая, языковая и религиозная близость, традиционные экономические, торговые и культурно-исторические связи.

## Дипломатические представительства
- Болгария имеет посольство в Киеве[11] и генеральное консульство в Одессе[12]. Чрезвычайный и полномочный посол Болгарии на Украине — Костадин Ташев Коджабашев.
- Украина имеет посольство в Софии и генеральное консульство в Варне[13]. Чрезвычайный и полномочный посол Украины в Болгарии — Виталий Анатольевич Москаленко.

## Диаспоры
На Украине проживает самая большая в мире болгарская диаспора. По данным Всеукраинской переписи населения 2001 года, в стране проживало более 200 тыс. болгар.
В Болгарии, по данным переписи населения от 2001 года, проживало ок. 2500 болгарских граждан украинского происхождения.

## Ссылка
- Посольство Украины в Болгарии